# Fosso Reale (canale)
Il fosso Reale (o imperiale) è un canale artificiale creato dai Medici nel 1554 per drenare le acque stagnanti della pianura a sud di Pisa, nel tratto a nord delle Colline pisane. Discende dai poggetti di Lucignano di Lari col nome di Zannone, dove arriva al ponte di S. Martino presso Latignano alla confluenza dell'Orcina, qui assume il nome di fosso Reale per correre diritto e parallelo all'antifosso e scendere fino allo Stagno minore dove era attraversato da un ponte a tre archi presso il palazzo di caccia mediceo, intorno al quale si era creato un borghetto con ridotto, cappella di S. Leonardo di Stagno e osteria. Nel 1672 sotto il granduca Cosimo III, fu rettificato e risarcito su progetto del matematico Famiano Michelini.  
Più volte si è cercato senza esito di renderlo navigabile. 
Durante la seconda guerra mondiale, durante l'avanzata degli Alleati da sud verso nord, segnò per alcuni giorni la linea del fronte anglo-americano/tedesco-italiano.
Nella seconda metà del XX secolo, con la realizzazione del canale scolmatore dell'Arno, il fosso Reale fu deviato in parte nel suddetto canale fino a raggiungere la foce, nel mar Ligure, al confine tra i comuni di Pisa e Livorno.